# 19 novembre en sport
19 octobre 19 décembre
Chronologies thématiques
- Croisades
- Ferroviaires
- Disney

Le 19 novembre (323e jour de l'année ou 324e en cas d'année bissextile) en sport.

## Événements

### XIXesiècle
- 1863 :
  - (Football) : premier match disputé selon les règles de la FA. C'est un match qui se solde par un score vierge et qui laisse les observateurs perplexes.
- 1870 :
  - (Football) :  match de football international non officiel entre l'Angleterre et l'Écosse à Londres (Kennington Oval). Les Anglais s'imposent un à zéro[1].

### XXesièclede1901à1950
- 1937 :
  - (Automobile) :  à Bonneville Salt Flats, George E. T. Eyston établit un nouveau record de vitesse terrestre : 502,11 km/h.

### XXesièclede1951à2000
- 1969 :
  - (Football) : au Stade Maracanã de Rio de Janeiro, le joueur de football brésilien Edson Arantes do Nascimento, alias Pelé, marque son 1000e but en sélection professionnelle avec son club de Santos[2].
- 1980 :
  - (Rallye automobile) : arrivée du Rallye de Grande-Bretagne.

### XXIesiècle
- 2006 :
  - (Tennis) : Roger Federer remporte le troisième Masters de sa carrière en battant James Blake 6-0, 6-3, 6-4.
- 2013 :
  - (Football /Éliminatoires de la Coupe du monde de football 2014) : le Portugal, la Grèce, la Croatie puis la France pour la zone Europe, ainsi que le Ghana et l'Algérie pour la zone Afrique, se qualifient lors des barrages pour la Coupe du monde.
- 2017 :
  - (Tennis /Masters de tennis masculin) : vainqueur du Belge David Goffin (7-5, 4-6, 6-3) à Londres, le Bulgare Grigor Dimitrov remporte le Masters ATP, le tournoi de fin de saison réunissant les meilleurs joueurs du monde. Il s’agit de la plus belle victoire de sa carrière. En double, c'est le Finlandais Henri Kontinen associé à l'Australien John Peers qui s'imposent face au Polonais Łukasz Kubot associé au Brésilien Marcelo Melo (6-4, 6-2).
- 2023 :
  - (Cricket /Mondial) : la finale de la Coupe du monde de cricket se termine par la victoire de l’Australie sur l’Inde par 6 Guichets[3].
  - (Tennis /Masters de tennis masculin) : le Patron, c’est Novak Djokovic et personne d’autre. Le Serbe l’a encore une fois de plus prouvé à Turin en remportant logiquement le Masters face à Jannik Sinner. C'est son septième sacre aux Masters[4].

## Naissances

### XIXesiècle
- 1876 : 
  - Louis de Fleurac, athlète de fond, de demi-fond et de steeple français. Médaillé de bronze du 3 miles par équipes aux Jeux de Londres 1908. († 20 mars 1965).
- 1878 : 
  - Meredith Colket, athlète de saut américain. Médaillé d'argent de la perche aux Jeux de Paris 1900. († 7 juin 1947).
- 1884 : 
  - Gaston Cyprès, footballeur français. (6 sélections en équipe de France). († 18 août 1925).
- 1895 : 
  - Evert van Linge, footballeur néerlandais. Médaillé de bronze aux Jeux d'Anvers 1920. (13 sélections en équipe nationale). († 6 décembre 1964).
- 1900 : 
  - John Francis Ahearne, entraîneur de hockey sur glace puis dirigeant irlando-britannique. Président de la FIHG de 1957 à 1960 puis de 1963 à 1966 et de 1969 à 1975. († 11 avril 1985).

### XXesièclede1901à1950
- 1907 : 
  - Luigi Beccali, athlète de demi-fond italien. Champion olympique du 1 500 m aux Jeux de Los Angeles 1932 et médaillé de bronze aux Jeux de Berlin 1936. Champion d'Europe d'athlétisme du 1 500 m 1934. († 29 août 1990).
- 1912 :
  - Domingos da Guia, footballeur brésilien. (21 sélection en équipe nationale). († 18 mai 2000).
- 1921 : 
  - Roy Campanella, joueur de baseball américain. († 26 juin 1993).
- 1922 : 
  - Rajko Mitić, footballeur et ensuite entraîneur yougoslave puis  serbe. Médaillé d'argent aux Jeux de Londres 1948 puis aux Jeux d'Helsinki 1952. (59 sélection en équipe nationale). Sélectionneur de l'équipe de Yougoslavie de 1966 à 1970. († 29 mars 2008).
- 1929 : 
  - Jean Blaton, pilote de courses automobile d'endurance belge.
  - Jack Kelsey, footballeur gallois. (41 sélection en équipe nationale). († 18 mars 1992).
- 1930 : 
  - Kurt Nielsen, joueur de tennis danois. († 11 juin 2011).
- 1934 : 
  - Kurt Hamrin, footballeur puis entraîneur suédois. Vainqueur des Coupe d'Europe des vainqueurs de coupe 1961 et 1968 puis de la Coupe des clubs champions 1969. (32 sélection en équipe nationale). († 4 février 2024).
  - Valentin Ivanov, footballeur et ensuite entraîneur soviétique puis russe. Champion olympique aux Jeux de Melbourne 1956. Champion d'Europe de football 1960. (59 sélections en équipe nationale). († 8 novembre 2011).
- 1936 : 
  - Mihai Ionescu, footballeur roumain. (13 sélections en équipe nationale). († 19 janvier 2011).
- 1938 : 
  - Len Killeen, joueur de rugby à XIII sud-africain. († 31 octobre 2011).
- 1944 : 
  - Dennis Hull, hockeyeur sur glace canadien.
- 1947 : 
  - Rolando Garbey, boxeur puis entraîneur cubain. Médaillé d'argent aux Jeux de 1968 puis de bronze à ceux de 1976 et champion du monde en 1974 dans la catégorie des super-welters. († 16 décembre 2023).
  - Denis Smith, footballeur puis entraîneur anglais.
- 1949 :
  - Claude Quenneville, commentateur sportif canadien.

### XXesièclede1951à2000
- 1952 :
  - Urruti, footballeur espagnol. Vainqueur de la Coupe d'Europe des vainqueurs de coupe 1982. (5 sélections en équipe nationale). († 24 mai 2001).
- 1954 :
  - Réjean Lemelin, hockeyeur sur glace puis entraîneur canadien.
- 1959 :
  - Charles Bourgeois, hockeyeur sur glace canadien.
  - Philippe Hinschberger, footballeur puis entraîneur français.
- 1964 :
  - Eric Musselman, basketteur puis entraîneur américain.
- 1965 :
  - Gary Ablett, footballeur puis entraîneur anglais. († 1er janvier 2012).
  - Laurent Blanc, footballeur puis entraîneur français. Champion du monde de football 1998.Champion d'Europe de football 2000. (97 sélections en équipe de France). Sélectionneur de l'équipe de France de 2010 à 2012.
  - Thongsri Thamakord, joueuse de pétanque thaïlandaise. Championne du monde de pétanque de triplette 1988 et 1990, de triplette et tir de précision 2004, de triplette 2006, 2009, 2013 et 2019.
- 1966 :
  - Dominique Arnould, cycliste sur route et de cyclo-cross français. Champion du monde de cyclo-cross 1993.
  - Claude Barrabé, footballeur français.
  - Gail Devers, athlète de sprint et de haies américaine. Championne olympique du 100 m aux Jeux de Barcelone 1992 et championne olympique du 100 m et du relais 4×100 m aux Jeux d'Atlanta 1996. Championne du monde d'athlétisme du 100 m et du 100 m haies puis médaillée d'argent du relais 4×100 m 1993, championne du monde d'athlétisme du 100 m haies 1995, championne du monde d'athlétisme du relais 4×100 m 1997 et championne du monde d'athlétisme du 100 m haies 1999.
- 1968 :
  - Gordon Fraser, cycliste sur route canadien.
- 1969 :
  - Philippe Adams, pilote de courses automobile belge.
  - Richard Virenque cycliste sur route puis consultant TV français. Vainqueur de Paris-Tours 2001.
- 1971 :
  - Jeremy McGrath, pilote de motocross américain.
- 1975 :
  - Ezequiel Mosquera, cycliste sur route espagnol.
- 1976 :
  - Petr Sýkora, hockeyeur sur glace tchèque. Champion du monde de hockey sur glace 1999 et 2005.
  - Benny Vansteelant, duathlète belge. Champion du monde de duathlon 2000, 2001, 2003 et 2004. († 14 septembre 2007).
- 1978 :
  - Benoît Marty, joueur et entraîneur de basket-ball français.
- 1979 :
  - Ryan Howard, joueur de baseball américain.
- 1980 :
  - Jamison Brewer, basketteur américain.
  - Vincent Planté, footballeur français.
- 1981 :
  - Tarek Boukensa, athlète de demi-fond algérien.
  - Gaël Danic, footballeur français.
  - Juan Martín Fernández Lobbe, joueur de rugby à XV argentin. Vainqueur des Coupe d'Europe de rugby à XV 2013, 2014 et 2015. (71 sélections en équipe nationale).
  - André Lotterer, pilote de courses automobile d'endurance allemand. Champion du monde d'endurance FIA 2012. Vainqueur des 24 Heures du Mans 2011, 2012 et 2014.
  - Yuki Shoji, volleyeuse japonaise. (57 sélections en équipe nationale).
  - Kimberley Smith, athlète de fond néo-zélandaise.
- 1983 :
  - Chandra Crawford, fondeuse canadienne. Championne olympique du sprint aux Jeux de Turin 2006.
  - Meseret Defar, athlète de fond éthiopienne. Championne olympique du 5 000 m aux Jeux d'Athènes 2004, médaillé de bronze du 5 000 m aux Jeux de Pékin 2008 et championne olympique du 5 000 m aux Jeux de Londres 2012. Championne du monde d'athlétisme du 5 000 m 2007 et 2013. Championne d'Afrique d'athlétisme du 5 000 m 2006.
- 1985 :
  - Jiří Kladrubský, footballeur tchèque.
- 1986 :
  - Moritz Müller, hockeyeur sur glace allemand. Médaillé d'argent aux Jeux de Pyeongchang 2018.
  - Giórgos Petréas, volleyeur grec. (149 sélections en équipe nationale).
  - Michael Saunders, joueur de baseball américain.
  - Jessicah Schipper, nageuse australienne. Championne olympique du relais 4×100 m 4 nages et médaillée de bronze du 100 et 200 m papillon aux Jeux de Pékin 2008. Championne du monde de natation du 100 m papillon et du relais 4×100 m 4 nages 2005 puis championne du monde de natation 200 m papillon et du relais 4×100 m 4 nages 2007.
- 1987 :
  - Elisabeth Egnell, basketteuse suédoise. (138 sélections en équipe nationale).
  - Tim Pütz, joueur de tennis allemand.
  - Sílvia Soler Espinosa, joueuse de tennis espagnole.
- 1988 :
  - Xavier Barachet, handballeur français. Champion olympique aux Jeux de Londres 2012. Champion du monde de handball 2009, 2011 et 2015. Champion d'Europe de handball 2010. (86 sélections en équipe de France).
  - Patrick Kane, hockeyeur sur glace américain. Médaillé d'argent aux Jeux de Vancouver 2010.
  - Jarlinson Pantano, cycliste sur route colombien.
  - Júlio Tavares, footballeur franco-cap-verdien. (25 sélections avec l'équipe du Cap-Vert).
- 1989 :
  - Sam Goodchild, navigateur britannique.
- 1990 :
  - Hugo Bonneval, joueur de rugby à XV français. (8 sélections en équipe de France).
  - Rémi Lesca, basketteur français.
  - John Moore, hockeyeur sur glace américain.
- 1991 :
  - Audrey Forlani, joueuse de rugby à XV française. (28 sélections en équipe de France).
  - Marina Marković, basketteuse serbe.
  - Florent Mollet, footballeur français.
- 1992 :
  - James Tarkowski, footballeur anglais. (2 sélections en équipe nationale).
  - Gianni Vermeersch, cycliste sur route et de cyclo-cross belge.
- 1993 :
  - Justin Anderson, basketteur américain.
  - Victor Charlet, hockeyeur sur gazon français. (147 sélections en équipe de France).
  - Nikola Portner, handballeur suisse. Vainqueur de la Ligue des champions masculine 2018. (93 sélections en équipe nationale).
  - Nadine Schatzl, handballeuse hongroise. (90 sélections en équipe nationale).
- 1995 :
  - Jonas Müller, hockeyeur sur glace allemand.
- 1997 :
  - Zach Collins, basketteur américain.
  - Grant Holloway, athlète américain.
- 1998 :
  - Mats Knoester, footballeur néerlandais.
  - Joey Veerman, footballeur néerlandais.
- 1999 :
  - Ievguenia Medvedeva, patineuse artistique individuelle russe. Championne du monde de patinage artistique individuelle 2016. Championne d'Europe de patinage artistique individuelle 2016.

### XXIesiècle
- 2002 :
  - Anton Gaaei, footballeur danois.
- 2004 :
  - Darren Yapi, footballeur américain.
- 2005 :
  - Justė Jocytė, basketteuse lituanienne.

## Décès

### XXesièclede1901à1950
- 1903 :
  - Gaston de Chasseloup-Laubat, 37 ans, pilote de courses automobile français. (° 7 juin 1866).
- 1915 :
  - Louis Hall, 63 ans, joueur de cricket anglais. (° 1er novembre 1852).
- 1944 :
  - Lovick Friend, 88 ans, joueur de cricket et footballeur anglais. (° 25 avril 1856).
- 1948 :
  - Mannes Francken, 60 ans, footballeur néerlandais. (22 sélections en équipe nationale). (° 20 mai 1888).
- 1951 : 
  - Charles Buchwald, 71 ans, footballeur danois. Médaillé d'argent aux Jeux de Londres 1908 puis aux Jeux de Stockholm 1912. (7 sélections en équipe nationale). (° 22 octobre 1880).

### XXesièclede1951à2000
- 1963 : 
  - Henry Barber Richardson, 74 ans, archer américain. Médaillé de bronze au Team round 60y aux Jeux de Saint-Louis 1904 puis médaillé de bronze au Double York round (100 - 80 - 60 yards) aux Jeux de Londres 1908. (° 19 mai 1889).
- 1981 : 
  - Henri Padou, 83 ans, joueur de water-polo français. Champion olympique aux Jeux de Paris 1924 et médaillé de bronze aux Jeux d'Amsterdam 1928. (° 15 mai 1898).

### XXIesiècle
- 2005 : 
  - Bruno Bonhuil, 45 ans, pilote de moto français. Vainqueur des 24 heures du Mans moto 1991 et du Bol d'or 1993. (° 3 janvier 1960).
- 2010 : 
  - Pat Burns, 58 ans, entraîneur de hockey sur glace canadien. (° 4 avril 1952).
- 2011 : 
  - Basil D'Oliveira, 80 ans, joueur de cricket sud-africain puis anglais. (44 sélections en test cricket avec l'équipe d'Angleterre). (° 4 octobre 1931).
  - Carl Aage Præst, 89 ans, footballeur danois. Médaillé de bronze aux Jeux de Londres 1948. (24 sélections en équipe nationale). (° 26 février 1922).
- 2014 :
  - Gholam Hossein Mazloumi, 64 ans, footballeur iranien. Champion d'Asie de football 1976. (40 sélections en équipe nationale). (° 13 janvier 1950).
- 2015 :
  - Mal Whitfield, 91 ans, athlète de sprint et de demi-fond américain. Champion olympique du 800 m et du relais 4×400 m puis médaillé de bronze du 400 m aux Jeux de Londres 1948. Champion olympique du 800 m et médaillé d'argent du relais 4×400 m aux Jeux d'Helsinki 1952. (° 11 octobre 1924).
- 2016 :
  - Jacques Henry, 74 ans, pilote de courses automobile d'endurance et de rallyes français. (° 14 mai 1942).